# Jubbulpuria
Jubbulpuria is een geslacht van uitgestorven vleesetende theropode dinosauriërs dat tijdens het Laat-Krijt leefde in het gebied van het huidige India.

## Naamgeving en vondst
De typesoort Jubbulpuria tenuis is in 1932 benoemd door Friedrich von Huene en in 1933 beschreven door von Huene en Charles Alfred Matley. De geslachtsnaam verwijst naar de vindplaats nabij Jabalpur in Madhya Pradesh. De soortaanduiding betekent 'de tengere' in het Latijn.
De syntypen, GSI K27/614 en GSI K20/612, zijn gevonden in de Lametaformatie die stamt uit het Maastrichtien. Er is nog geen lectotype aangewezen. Ze bestaan beide uit een enkele achterste staartwervel. Een derde achterste staartwervel, GSI K27/599, is ook aan de soort toegewezen. Von Huene en Matley dachten nog dat het ruggenwervels waren.

## Beschrijving
De wervels zijn van een vrij kleine soort, ongeveer een meter lang. Ze tonen grote driehoekige aan de bovenkant uitgeholde zijuitsteeksels.

## Fylogenie
Jubbulpuria werd door von Huene oorspronkelijk toegewezen aan de Coeluridae, wat indertijd fungeerde als een verzamelnaam voor allerlei kleine theropoden. Moderne analyses hebben door het gebrek aan goed materiaal weinig opgeleverd over wat de echte plaatsing van Jubbulpuria zou moeten zijn. De wervels lijken op die van Coeluroides uit dezelfde formatie die eveneens slechts uit zeer fragmentarisch materiaal bekend is; beide hebben ook overeenkomsten met Laevisuchus, een lid van de Noasauridae. De meeste onderzoekers classificeren Jubbulpuria niet nader dan een Theropoda incertae sedis en menen dat het een nomen dubium is.